# Martin Bertau
Martin Bertau (* 16. November 1968 in Offenburg) ist ein deutscher Chemieingenieur, Chemiker und Hochschullehrer an der TU Bergakademie Freiberg. Dort leitet er das Institut für Technische Chemie.
Bertau wurde 1997 an der Albert-Ludwigs-Universität Freiburg promoviert (Dissertation: Die Pagodan-Route zu Dodecahedranen : eine hocheffiziente Synthesevariante ; ungesättigte seco-Dodecahedrane). Danach leitete er die Abteilung Biotechnologie der zur Dynamit-Nobel-Gruppe gehörenden Firma Rohner in Basel. Ab 2000 war er an der TU Dresden, wo er sich 2005 in organischer Chemie und Biochemie habilitierte (Habilitationsschrift: Prinzipien der Ganzzell-Biokatalyse mit Saccharomyces cerevisiae). Seit 2006 leitet er das Institut für Technische Chemie an der Bergakademie Freiberg.
Er befasst sich mit ressourcenschonenden und abfallarmen (zero waste) Prozessen für Gewinnung und Recycling von Rohmaterialien wie strategisch wichtiger Metalle und Halbmetalle (Seltene Erden, Lithium, Indium, Germanium u. a.) und Phosphor sowie der Verwendung von Kohlendioxid und Lignocellulose als Ausgangsmaterial für Grundstoffchemikalien.
2012 erhielt er den Rohstoffeffizienz-Preis der Deutschen Rohstoffagentur für ein von ihm mit Kollegen von drei anderen Universitäten und der Firma RecoPhos Consult entwickeltes Phosphatrecyclingverfahren. Es lässt sich für die kostengünstige Gewinnung von Phosphat aus Klärschlammasche einsetzen.
Bertau ist seit 2016 Mitglied der Sächsischen Akademie der Wissenschaften.
2019 hielt er einen Plenarvortrag auf dem GDCh-Wissenschaftsforum Chemie (Hand in Hand. Moderne Rohstoffgewinnung und das Periodensystem der Elemente).

## Schriften (Auswahl)
- mit Günter Jeromin: Bioorganikum : Praktikum der Biokatalyse, Wiley-VCH 2005
- als Herausgeber mit Peter Kausch, Jens Gutzmer, Jörg Matschullat: Energie und Rohstoffe : Gestaltung unserer nachhaltigen Zukunft, Springer 2011
- mit Armin Müller, Peter Fröhlich, Michael Katzberg: Industrielle Anorganische Chemie, Wiley-VCH, 4. Auflage 2013
- als Herausgeber mit Heribert Offermanns, Ludolf Plass, Friedrich Schmidt, Hans-Jürgen Wernicke: Methanol: The Basic Chemical and Energy Feedstock of the Future: Asinger’s Vision Today, Springer 2014
- als Herausgeber mit Peter Kausch, Jörg Matschullat,  Helmut Mischo: Rohstoffwirtschaft und gesellschaftliche Entwicklung : die nächsten 50 Jahre, Springer-Spektrum 2016